# 2968 Илија
2968 Илија (енгл. 2968 Iliya) је Марсов тројански астероид чија средња удаљеност од Сунца износи 2,367 астрономских јединица (АЈ).
Апсолутна магнитуда астероида је 14,3.